# Oleg Kulik
Oleg Borisowicz Kulik  (ros. Олег Борисович Кулик; ur. w 15 kwietnia 1961 w Kijowie) – rosyjski malarz, performer i akcjonista ukraińskiego pochodzenia, mieszkający i pracujący w Moskwie.

## Twórczość
Obok Aleksandra Brenera Oleg Kulik uchodzi za jednego z czołowych przedstawicieli tzw. akcjonizmu moskiewskiego (ros. московский акционизм), czyli swoistego nurtu w awangardzie rosyjskiej. Jest regularnym uczestnikiem prestiżowych wystaw krajowych i międzynarodowych: Biennale w Wenecji (1997), Biennale w Stambule (1997), Biennale w São Paulo (1998), Asia Europe Mediations, Mediations Biennale 2008 i in. W Zamku Ujazdowskim odbyła się wystawa prac Kulika z projektu pt. „Zoofrenia”, dotyczącego problemu „zwierzę jako alter-ego istoty ludzkiej”. Akcje typu performance, w których artysta zbliża się do teatru okrucieństwa i przybiera postać zwierzęcia, wychodzą z przekonania, że we współczesnym świecie tradycyjne środki komunikacji międzyludzkiej zawiodły i należy szukać bardziej adekwatnego sposobu porozumiewania się. Grupę „Wojna” Kulik uważa za swoich uczniów.
Wielką kolekcję dzieł artystycznych Olega Kulika posiada Muzeum Sztuki Aktualnej Art4.ru.